# Panoz Avezzano
La Panoz Avezzano è una vettura sportiva americana prodotta dalla casa automobilistica Panoz con sede a Hoschton in Georgia.

## Storia
La Panoz Avezzano è stata presentata nel 2016 in occasione della competizione Petit Le Mans disputata sul circuito di Road Atlanta a Braselton in Georgia.
La versione da strada della vettura è stata prodotta per la prima volta nel 2017 ed è stata messa in vendita nell'estate dello stesso anno, per celebrare i 28 anni trascorsi dalla fondazione della casa automobilistica statunitense Panoz. La versione da corsa, chiamata Panoz Avezzano GT4, ha gareggiato per la prima volta nell'edizione 2017 del Pirelli World Challenge.
La vettura prende il nome dalla città natale del padre dell'imprenditore Donald Panoz, l'ex pugile dei pesi leggeri Eugenio Panunzio, il cui cognome fu modificato in Panoz, nato a San Pelino, contemporanea frazione di Avezzano, ed emigrato dopo il terremoto della Marsica del 1915 nella Virginia Occidentale.

## Tecnica
La vettura, costruita perlopiù con l'utilizzo della fibra di carbonio e dotata di un telaio in alluminio, rappresenta l'evoluzione del modello precedente della Panoz Esperante. Si avvale di un motore anteriore Chevrolet V8 a trazione posteriore e di un cambio manuale a sei velocità.
Presenta inoltre i comfort più moderni come il sistema audio avanzato, il navigatore e la telecamera posteriore. 